# Scheldeprijs 2021
L'Scheldeprijs 2021 va ser la 109a edició del Scheldeprijs. Es disputà el 7 d'abril de 2021 sobre un recorregut de 193,8 km amb sortida a Terneuzen i arribada a Schoten. La cursa formà part de l'UCI ProSeries 2021 amb una categoria 1.Pro.
El vencedor final fou el belga Jasper Philipsen (Alpecin-Fenix), que s'imposà a l'esprint a l'irlandès Sam Bennett (Deceuninck-Quick Step) i al britànic Mark Cavendish (Deceuninck-Quick Step).

## Equips
22 equips a prendre part en aquesta edició de l'Scheldeprijs. El Groupama-FDJ, Trek-Segafredo i Vini Zabù-Brado-KTM també havien de disputar la cursa. El Trek-Segafredo va decidir retirar-se voluntàriament "com a mesura de precaució" després dels resultats positius de la prova COVID-19 de diversos membres del personal, que els havien obligat a perdre dues curses en les dues setmanes anteriors a la cursa. El Groupama-FDJ va retirar-se el mateix dia de la cursa després de rebre una prova COVID-19 positiva dins de l'equip. Per la seva banda, el Vini Zabù-Brado-KTM acabava de rebre una suspensió automàtica per poder competir després d'haver rebut diverses sancions per dopatge entre els seus ciclistes en el darrer any.
| WorldTeams (12)- AG2R Citroën Team - Astana-Premier Tech - Bora-Hansgrohe - Cofidis - Deceuninck-Quick Step - Intermarché-Wanty-Gobert Matériaux - Israel Start-Up Nation - Lotto Soudal - Team DSM - Qhubeka Assos - UAE Team Emirates - Groupama-FDJ ProTeams (9)- Alpecin-Fenix - B&B Hotels p/b KTM - Bingoal Pauwels Sauces WB - Delko - Rally Cycling - Sport Vlaanderen-Baloise - Arkéa-Samsic - Total Direct Énergie - Uno-X Pro Cycling Team Equips continentals (2)- BEAT Cycling - EvoPro Racing |
| |

## Classificació final
| \| Classificació general \| Classificació general \| Classificació general \| Classificació general \| Classificació general \| \| Corredor \| Corredor \| Equip \| Temps \| \| \| --------------------- \| --------------------- \| ---------------------------------- \| --------------------- \| --------------------- \| \| 1r \| Jasper Philipsen \| Alpecin-Fenix \| 4h 03' 30" \| \| \| 2n \| Sam Bennett \| Deceuninck-Quick Step \| + 0" \| \| \| 3r \| Mark Cavendish \| Deceuninck-Quick Step \| + 0" \| \| \| 4t \| Danny van Poppel \| Intermarché-Wanty-Gobert Matériaux \| + 0" \| \| \| 5è \| Clément Russo \| Arkéa-Samsic \| + 0" \| \| \| 6è \| Pascal Ackermann \| Bora-Hansgrohe \| + 0" \| \| \| 7è \| Luca Mozzato \| B&B Hotels p/b KTM \| + 0" \| \| \| 8è \| Giacomo Nizzolo \| Qhubeka Assos \| + 0" \| \| \| 9è \| Marc Sarreau \| AG2R Citroën Team \| + 0" \| \| \| 10è \| Dries Van Gestel \| Total Direct Énergie \| + 0" \| \| |                  |                                    |            |
| |                  |                                    |            |
| Font: ProCyclingStats |                  |                                    |            |
| Classificació general |                  |                                    |            |
| Corredor | Corredor         | Equip                              | Temps      |
| 1r | Jasper Philipsen | Alpecin-Fenix                      | 4h 03' 30" |
| 2n | Sam Bennett      | Deceuninck-Quick Step              | + 0"       |
| 3r | Mark Cavendish   | Deceuninck-Quick Step              | + 0"       |
| 4t | Danny van Poppel | Intermarché-Wanty-Gobert Matériaux | + 0"       |
| 5è | Clément Russo    | Arkéa-Samsic                       | + 0"       |
| 6è | Pascal Ackermann | Bora-Hansgrohe                     | + 0"       |
| 7è | Luca Mozzato     | B&B Hotels p/b KTM                 | + 0"       |
| 8è | Giacomo Nizzolo  | Qhubeka Assos                      | + 0"       |
| 9è | Marc Sarreau     | AG2R Citroën Team                  | + 0"       |
| 10è | Dries Van Gestel | Total Direct Énergie               | + 0"       |